# Radobyl
Radobyl är en kulle i Tjeckien.   Den ligger i regionen Ústí nad Labem, i den nordvästra delen av landet, 50 km norr om huvudstaden Prag. Toppen på Radobyl är 399 meter över havet, eller 83 meter över den omgivande terrängen. Bredden vid basen är 0,96 km.
Terrängen runt Radobyl är kuperad åt nordväst, men åt sydost är den platt.Runt Radobyl är det ganska tätbefolkat, med 67 invånare per kvadratkilometer. Närmaste större samhälle är Ústí nad Labem, 15,1 km norr om Radobyl. Trakten runt Radobyl består till största delen av jordbruksmark.